# (11925) Usubae
(11925) Usubae est un astéroïde de la ceinture principale.

## Description
(11925) Usubae est un astéroïde de la ceinture principale. Il fut découvert le 23 décembre 1992 à Geisei par Tsutomu Seki. Il présente une orbite caractérisée par un demi-grand axe de 2,37 UA, une excentricité de 0,19 et une inclinaison de 2,2° par rapport à l'écliptique.

## Étymologie
Cet astéroïde est nommé en référence à la plage d'Usubae.